# StarNet
StarNet — одна з найбільших телекомунікаційних компаній Молдови. 
Надає послуги інтернету, фіксованої телефонії NGN, цифрового телебачення, хостингу, віртуальної приватної мережі, послуги з установки устаткування. 
Оператор є другим за величиною (після Moldtelecom) інтернет-провайдером в країні. 
Спочатку надавав послуги у Кишиневі, потім географія надання послуг розширилася на Бєльці, Унгени, Оргеев, Ставчени, Кахул. З 24 листопада 2011 надає послуги по всій країні.
У 2012 планував запустити систему електронної оплати «StarWallet» у співпраці з компанією Coinstar.
Компанія має дозвіл від НАРЕКІТ (одна з трьох в країні) на здійснення діяльності з експлуатації, управління та підтримки мереж електронних комунікацій на державному кордоні Республіки Молдова з Румунією. 

## Інтернет

### Оптоволоконна мережа
Компанія StarNet вперше в Республіці Молдова побудувала столичну оптоволоконну мережу Fiber Link, яка з'єднала сотні житлових будинків у всіх секторах муніципалітету Кишинева. Fiber Link пропонує інтернет-підключення на основі технології FTTx. 

### Wi-Fi
У жовтні 2011 запустив найбільшу безкоштовну мережу Wi-Fi в Кишиневі, довжина якої становить більше 90 км. 
Також у співпраці з прімарією муніципія Кишинів надає безкоштовний Wi-Fi-доступ в Інтернет в більшості кишинівських шкіл. Надає безкоштовний доступ в інтернет в парках муніципії Кишинів, а також у парку в місті Сороки. 

## Телебачення
З 14 лютого 2011 року компанія «StarNet» надає своїм абонентам послуги IP телебачення.
Восени компанія була звинувачена у тому, що незаконно надає послуги. Зі свого боку компанія заперечувала будь-які звинувачення та пообіцяла виконувати обіцянки з надання всіх послуг своїм абонентам. За рішенням «Координаційної ради з телебачення та радіо» 24 жовтня 2011 у неї відібрана ліцензія на право телевізійного мовлення. Проте компанія продовжила надавати послуги.